# Elwood (Kansas)
Elwood – miasto położone w Hrabstwo Doniphan.